# Uurainen
Uurainen es un municipio de Finlandia ubicado en la región de Finlandia Central.
En 2022, el municipio tenía una población de 3586 habitantes. Algo más de mil habitantes vivían en la capital municipal, Uuraisten kirkonkylä.
Comprende un conjunto de áreas rurales ubicadas entre 20 y 40 km al noroeste de Jyväskylä.

## Historia
El municipio era hasta el siglo XVIII un conjunto de fincas rústicas en el territorio de la parroquia de Saarijärvi. La primera mención del lugar aparece en un documento en sueco de 1741, en el que se menciona el área como Uhrais. En 1801 se construyó en la actual capital municipal una capilla, que a lo largo del tiempo fue denominada con diversos nombres: Uurainen (aldea cercana donde vivía el sacerdote), Kuukkajärvi o Kuukka (aldea que dio origen a la actual capital municipal, donde se construyó el templo) o Minkkilä (granja sobre la que se construyó el pueblo en torno al templo). En 1868 se creó el actual municipio con su topónimo definitivo.